# Johann Clauberg
Johann Clauberg, född 24 februari 1622 i Solingen, död 31 januari 1665 i Duisburg, var en tysk filosof och teolog. Han studerade vid universitetet i Leiden, där han kom i kontakt med den cartesianska dualismen. Claubergs teori om samröret mellan kropp och själ företer likheter med Malebranches ockasionalism. Clauberg var den förste rektorn vid universitetet i Duisburg.